# Кауп, Иоганн Якоб
Иоганн Якоб Кауп (нем. Johann Jakob Kaup) — немецкий зоолог.

## Биография
Посещал Гёттингенский и Гейдельбергский университеты, занимался при лейденских коллекциях под наблюдением Темминка.
В 1827 году опубликовал сочинение «Набросок истории развития и природной системы европейского животного мира» (нем. «Skizze zur Entwickelungsgeschichte und natürliches System der europäischen Thierwelt»), в котором описывал историю животного мира как развитие от низших форм к высшим (от амфибий к птицам и далее к хищникам).
Позднее, однако, Кауп считал эту свою работу юношеской ошибкой и резко выступал против дарвинизма. Наибольшее значение имеют труды Каупа по палеонтологии.

## Сочинения
- «Beiträge zur näheren Kenntniss der urweltlichen Säugethiere» (I—III, 1854)
- «Klassification der Säugethiere und Vögel» (1844)
- «Description d’Ossements fossiles de mammifères inconnus qui se trouvent au Museum de Darmstadt» (1832—1839)
- «Grundriss zu einem System der Natur» (1877), «Das Thierreich in seinen Hauptformen» (I—III, 1835).